# José Asturiano de Zárate
José Asturiano de Zárate va ser un compositor espanyol que visqué entre finals de s. XVII i principis del s. XVIII del qual es desconeixen dades bibliogràfiques.

## Obra
Coneixem part de la seva obra gràcies a una col·lecció inèdita que pertany a Barbieri on es llisten algunes obres seves i citacions, anomenada Música vocal antiga:
- Teatre líric anterior al segle XIX -Pedrell.
- Coraçon de q(ue) os quejáis.

Als manuscrits del Catálogo de Carreras se citen com a obres seves dues tonades i dues composicions per a instrument solista.
Moltes de les seves obres s'inclouen en el Fons Musical de la Basilica-Catedral de la Nostra-Senyora del Pilar a Saragossa i al Fons Musical de l'Església parroquial de Sant Pere i Sant Pau de Canet de Mar (CMar) datades durant el tercer terç del s. XVII.
A més, trobem obres amb la seva autoria a l'Arxiu Capitular de la catedral de Girona:
- Tercer terç del s. XVII- Pues a la Ausencia de mi esposo: Tonada sacramental a solo en sol major.
- Tercer terç del s. XVII- Historia de la selva d'amor: Solo sacramental en sol menor.[2]